# As Animals
As Animals est un groupe français de pop, originaire de la banlieue parisienne. Formé en 2011, ce duo est composé de Zara Desbonnes (chanteuse originaire de Montreuil) et Frédéric Grange (multi-instrumentiste du Val-d'Oise).

## Histoire
Petit, Frédéric Grange apprend la guitare classique. Puis il entend le groupe Metallica et va apprendre la guitare électrique. Il jouera dans différents groupes, jusqu'à 7 en même temps. En 2010, Frédéric alors âgé de 31 ans, assiste à un concert de l'école de chant de sa femme et découvre la voix de Zara, 23 ans. Ils restent en contact et un an après, commencent à composer ensemble. Frédéric gère les mélodies et arrangements, Zara les textes.Ils envoient des démos dans différents labels et se font repérer par Marc Thonon, fondateur du label Atmosphériques, qui les signe sur-le-champ. Il dira « En vingt-cinq ans, cela ne m'était jamais arrivé ».
Ils se retrouvent en Suède et collaborent avec le producteur-réalisateur Tore Johansson, qui a notamment travaillé avec The Cardigans ou Franz Ferdinand. Au printemps 2013, sort le premier single I See Ghost (Ghost Gunfighters). Ils commencent à tourner en Grande-Bretagne, en Italie, en Suisse, et en Pologne. Leur premier album, l'éponyme As Animals, sort le 27 janvier 2014 et se retrouve propulsé à la 11e place du classement albums d'iTunes une semaine plus tard.
Après un passage remarqué dans l'émission On n'est pas couché de Laurent Ruquier le 15 février 2014 sur France 2, leur notoriété grandit. Ils continuent de tourner en France et participent aussi à la première partie de Matthieu Chedid au Festival de Montreux le 19 juillet 2014.
En août 2017, ils retournent en studio pour préparer leur deuxième album à Londres avec Jay Reynolds qui a travaillé avec Dua Lipa notamment. De cette collaboration sortira un nouveau single Under My Skin le 5 avril 2019. Le 13 septembre 2019 sort un deuxième single All I Need. Le nouvel album, Nemesis, sort le 25 octobre 2019 après deux années d'écriture chez BMG Rights Management,.

## Influences
Leurs influences sont différentes. Zara tire ses influences de Björk, Feist ou Cyndi Lauper, Ladyhawke, Lykke Li et Fallulah notamment,. Fred a été influencé par Metallica, Extreme plus jeune, ou encore Kasabian, Arctic Monkeys, The Dø aujourd'hui,,.

## Singles
- 2013 : I See Ghost (Ghost Gunfighters)
- 2014 : Burn Like a Fire
- 2019 : Under My Skin
- 2019 : All I Need